# Бжезіни (Радинський повіт)
Бжезіни (пол. Brzeziny) — село в Польщі, у гміні Комарувка-Підляська Радинського повіту Люблінського воєводства.
Населення — 97 осіб (2011).
У 1975-1998 роках село належало до Білопідляського воєводства.

## Демографія
Демографічна структура станом на 31 березня 2011 року:
|          | Загалом | Допрацездатний вік | Працездатний вік | Постпрацездатний вік |
| -------- | ------- | ------------------ | ---------------- | -------------------- |
| Чоловіки | 51      | 11                 | 32               | 8                    |
| Жінки    | 46      | 16                 | 18               | 12                   |
| Разом    | 97      | 27                 | 50               | 20                   |